# Пяршокшна
Пяршокшна (лит. Peršokšna) — река на востоке Литвы, относится к бассейну Жеймены. Протекает по территории Лабанорского и Швенченеляйского староств Швенчёнского района.
Длина реки составляет 18 км (вместе с верхним течением Думбле — 26,4 км), площадь водосборного бассейна — 105 км².
Пяршокшна вытекает из одноимённого озера, расположенного в 5 км от села Лабанорас. Высота истока — 145,1 метр над уровнем моря. Течет в южном и юго-восточном направлении. Впадает в реку Лакая, правый приток Жеймены, рядом с деревней Аукштойи-Шяшкушке.
Ширина реки в нижнем течении около 8 — 10 метров, глубина 0,5 — 1 метр. Скорость течения — 0,3 м/с. Среднегодовой расход воды — 0,9 м3/с.